# Desa Madusari (administrativ by i Indonesien, Jawa Tengah, lat -7,31, long 108,64)
Desa Madusari är en administrativ by i Indonesien.   Den ligger i provinsen Jawa Tengah, i den västra delen av landet, 230 km sydost om huvudstaden Jakarta.